# نانا بريانت
نانا بريانت (بالإنجليزية: Nana Bryant)‏ هي ممثلة أمريكية، ولدت في 23 نوفمبر 1888 في الولايات المتحدة، وتوفيت في 24 ديسمبر 1955 بهوليوود في الولايات المتحدة.

## أعمال

### أفلام
- (1935) ريشة في قبعتها
- (1938) مذنبون في الجنة
- (1941) قدم واحدة في الجنة[2][3]
- (1950) مفتاح المدينة
- (1950) هارفي

## وصلات خارجية
- نانا بريانت على موقع IMDb (الإنجليزية)
- نانا بريانت على موقع أول موفي (الإنجليزية)
- نانا بريانت على موقع قاعدة بيانات برودواي على الإنترنت (الإنجليزية)
- نانا بريانت على موقع قاعدة بيانات الفيلم (الإنجليزية)